# Anke Besser-Güth
Anke Besser-Güth (* 16. Dezember 1940 in Erfurt; † 23. Februar 2019 in Waren (Müritz)) war eine deutsche Bildhauerin, Keramikerin und Malerin.

## Leben
Nach einer Lehre als Steinmetz studierte Anke Besser-Güth von 1960 bis 1966 Bildhauerei an der Hochschule für Bildende Künste Dresden bei Walter Arnold. Seitdem arbeitete sie freiberuflich. Während ihres Studiums lernte sie ihren späteren Ehemann Siegfried Besser kennen, mit dem sie nach dem Studium nach Erfurt zog.
Dort engagierte sie sich neben ihrer Arbeit im Verband Bildender Künstler der DDR (VBK), wo sie von 1970 bis 1983 die Sektion Bildhauerei leitete.
Zusammen mit ihrem Ehemann konzipierte sie das Denkmal zur Geschichte der deutschen Arbeiterbewegung an der Gedenkstätte Eisenacher Parteitag 1869. Weitere Arbeiten von ihr im öffentlichen Raum sind in Erfurt, Weimar, Gera, Nordhausen, Eisenach, Röbel und Waren zu finden.
Besser-Güth musste den Verlust wertvoller künstlerischer Arbeiten für Gebäude des öffentlichen Raums von Erfurt hinnehmen, die nach 1990 abgerissen oder umfunktioniert wurden: eine 7,5 m lange Reliefgestaltung im VEB Schuhkombinat, fünf runde Keramikreliefs in der Medizinischen Akademie und acht Keramikreliefs in der Gaststätte „An der alten Stadtmauer“.
1996 zog Anke Besser-Güth mit Siegfried Besser von Erfurt ins Mecklenburgische Marxhagen um, wo sie weiter lebte und arbeitete.

## Werke (Auswahl)

### Keramische Arbeiten

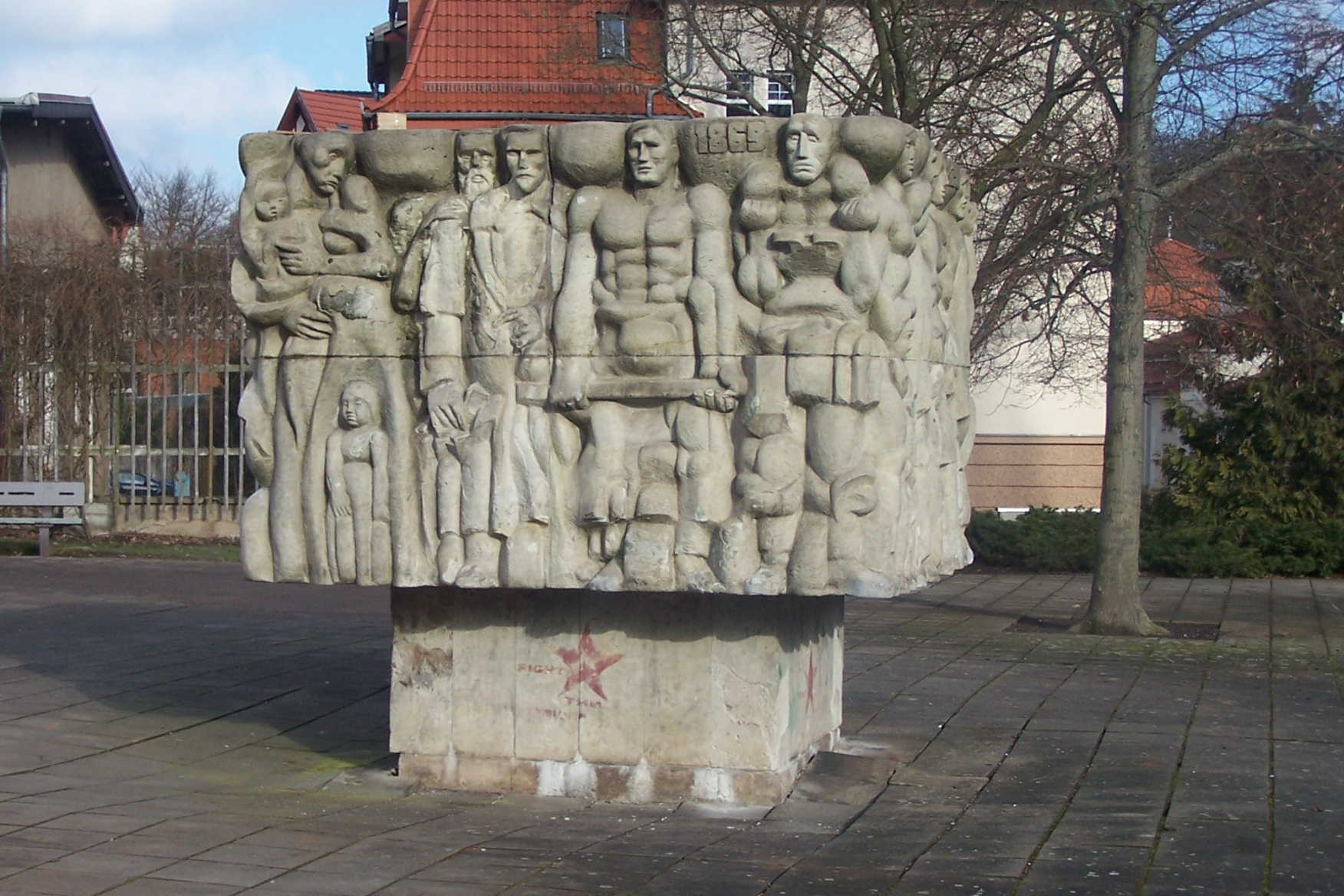
Denkmal zur Geschichte der deutschen Arbeiterbewegung

- 1980 Knut, Terrakotta
- 2002 Sphinx, Terrakotta
- 2005 Eitler Gockel, Terrakotta

### Skulpturen und Reliefs
- 1971 Rosa Luxemburg, Bronze, Erfurt
- 1973 Usbekische Eselreiterin, Bronze
- 1975 Fünf Reliefs zur Stadtgeschichte, Erfurt, Gotthardtstraße/Horngasse
- 1979 Käthe Kollwitz, Weimar
- 1990 Arche Noah, Gipsentwurf
- 2001 Eulenspiegel in Erfurt, Bronze

## Ausstellungen und Ausstellungsbeteiligungen (Auswahl)

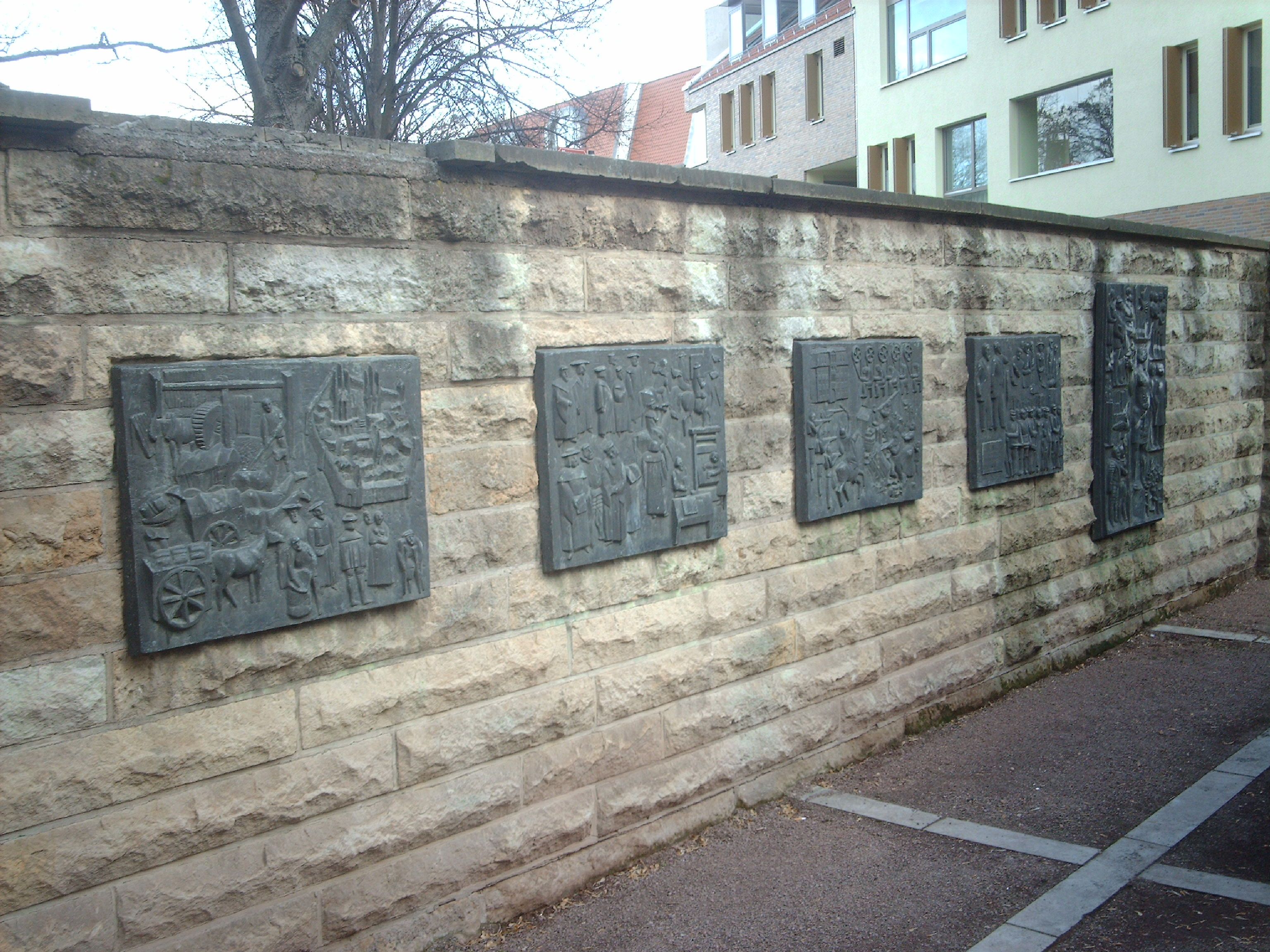
Reliefs zur Erfurter Stadtgeschichte

- 1970, 1972 Einzelausstellungen in Erfurt
- 1972, 1977, 1982 Kunstausstellung der DDR
- 1969, 1972, 1975, 1979, 1984 Bezirkskunstausstellung Erfurt
- 1973 Plastik und Blumen, Berlin
- 1975 Wanderausstellung Kleinplastik und Grafik
- 1973 Junge Künstler der DDR, Frankfurt/Oder, Galerie Junge Kunst
- 1977 Kunst und Sport, Leipzig
- 1981 Das Urteil des Paris in der DDR-Kunst, Gotha

## Auszeichnungen
- 1974 Johannes-R.-Becher-Medaille in Bronze
- 1975 Kulturpreis der Stadt Erfurt
- 1979 Verdienstmedaille der DDR